# Väster-Sännsjön
Väster-Sännsjön är en sjö i Ragunda kommun och Strömsunds kommun i Jämtland och ingår i Ångermanälvens huvudavrinningsområde. Sjön har en area på 0,173 kvadratkilometer och ligger 378,2 meter över havet. Sjön avvattnas av vattendraget Vikan (Vallån).

## Delavrinningsområde
Väster-Sännsjön ingår i det delavrinningsområde (704436-150318) som SMHI kallar för Inloppet i Sörviksjön. Medelhöjden är 415 meter över havet och ytan är 36,18 kvadratkilometer. Det finns inga avrinningsområden uppströms utan avrinningsområdet är högsta punkten. Vikan (Vallån) som avvattnar avrinningsområdet har biflödesordning 3, vilket innebär att vattnet flödar genom totalt 3 vattendrag innan det når havet efter 234 kilometer. Avrinningsområdet består mestadels av skog (89 procent). Avrinningsområdet har 0,5 kvadratkilometer vattenytor vilket ger det en sjöprocent på 1,4 procent.